# Joan Hernàndez i Baiges
Joan Hernàndez i Baiges (Móra d'Ebre, Ribera d'Ebre, 19 d'abril de 1911 - Tarragona, 1 de setembre de 1988) fou metge i compositor de sardanes.
Quan estudiava dirigí l'orquestra Dinamic Boys, que abandonà posteriorment. Passada la guerra civil espanyola s'establí com a metge a Olot, i hi contragué matrimoni amb una olotina. Als anys 50 tornà a Barcelona per a exercir-hi professionalment.
Té un cert nombre de sardanes, algunes de les quals enregistrades; seva és la que estrenà amb motiu del pubillatge, Olot, Ciutat Pubilla, l'any 1968. L'Agrupació Sardanista d'Olot l'homenatjà el 2010 dedicant-li la 48è edició de l'Aplec de la sardana d'Olot.

## Sardanes
(selecció)
- Amics de Perpinyà
- Ariadna (1972)
- L'avi d'Olot (1971)
- Estimada Enriqueta (1948), dedicada a la seva esposa
- Evocacions olotines (1983)
- La festa d'Olot
- Joia (1948)
- Marendins (1947)
- Olot, ciutat pubilla (1968), Premi Vicenç Bou 1969, enregistrada[disc 1]«Reproducció d'"Olot ciutat pubilla", per La Principal d'Olot (2010)».
- Per terres d'Olot, enregistrada[disc 2]
- Pirinenca (1971)
- Primers amors (1983)
- Rius de muntanya (1985), tercera classificada al premi Joaquim Serra

### Enregistraments
1. ↑  Cobla Barcelona. Pubillatge olotí.  Barcelona: Iberia, 1996. ref. QEN 9224.
2. ↑  La Principal d'Olot. Olot, 100 anys de cobla.  Barcelona: Edicions Albert Moraleda, 1998. ref. 4897.